# Die Geächteten (film 1919)
Die Geächteten o Der Ritualmord è un film muto del 1919 diretto da Joseph Delmont.

## Produzione
Il film fu prodotto dalla Nivo-Film-Comp. GmbH.

## Distribuzione
Il film fu presentato a Berlino il 9 novembre 1919.